# ふたなり (落語)
『ふたなり』は古典落語の演目。別題に書置違い（かきおきちがい）、亀右衛門（かめえもん）。題であり、サゲで意味を持つふたなりとは半陰陽や両性具有のことを指す。上方落語、江戸落語双方で演じられ、それに応じて登場する地名も変わるが話の筋は同じである。
上方では三代目桂米朝、四代目桂文紅などが主な演者。

## あらすじ
村の親分肌の亀右衛門は、夜分遅くに若い衆に頼まれ10両もの大金を工面することを安請け合いしてしまう。「今すぐ隣村の金貸しから借りてきてやる」と啖呵を切るが、村の間には昼に通っても化け物が出ると噂される森があった。
実は臆病な亀右衛門が怖がりながら夜の森を進む中、しめしめと泣く一人の若い女と出くわし、噂の化け物かと驚く。女の正体は奉公先で男に騙された身重であり、自殺しようと夜の森に来たという。遺書も用意しており、あとは自分の回向を弔ってくれる者を待っていたと明かす。面倒なことに巻き込まれたと内心では面倒くさがっていた亀右衛門であったが、女が礼金として10両を持っていることを知ると打って変わり、さっさと自殺させようと乗り気になる。どう死ねばいいかわからないという彼女に、亀右衛門は首吊りの手本を見せようとするが、そのまま本当に首を吊って死んでしまう。その醜い死に顔を見た女は死ぬ気が失せてしまい、自分の遺書を亀右衛門の懐に入れ、その場を去る。
翌日、亀右衛門の首吊り死体が見つかり、役人が検分を行う。役人に呼ばれた亀右衛門の息子は、彼が金策のために夜半に急ぎ出掛けたことを話し、当初は金策に失敗して自殺したと思われる。ところが、懐中から「お腹に子を宿したため」という遺書が出てきたために場は混乱する。役人は「世には男子と女子を併せ持つふたなりと申す者がおるそうだ。亀右衛門はふたなりであろう」と息子に問う。これに息子は答える。
「いえ、昨晩着たなりでございます」

### サゲのバリエーション
上方落語では「亀右衛門はふたなりか」の問いに対し、「夜前食たなりです」と返すものがある。また、江戸落語では亀右衛門の職業を猟師として、役人の「亀右衛門は男子か女子か」の問いに対して「いえ、猟師でございます」というものがある。